# 西孟加拉邦行政区划

西孟加拉邦行政区划图

西孟加拉邦位于印度东北部，喜马拉雅山脉以南、孟加拉灣以北。在兩者之間有恒河往東流，其主要分支胡格利河往南流至孟加拉灣。西里古里走廊位於西孟加拉邦北部，連接印度东北部及北孟加拉至印度本土。西孟加拉邦可分為多個地理區域：北起大吉嶺喜馬拉雅山區、德賴和Dooars地區、北孟加拉平原、Rarh region、西部高地和高原、沿海平原、蘇達班及恒河三角洲。
1947年，當印度從英國獨立、西孟加拉邦成立時，全個邦依照當年分治計劃，包括了原來英屬印度孟加拉省的14個縣。1950年，原科奇比哈爾土邦加入西孟加拉邦成為邦的一個縣；而前法國外飛地金德讷格尔於1954年加入，成為胡格利县的一部分。1956年的邦界重劃法使普如里亞縣加入到邦，也令西迪奈普县（West Dinajpur）的面積擴大。後來，面積較大的縣如西迪奈普县、24区县（24 Parganas）、梅迪尼普县（Medinipur）都二分為兩個不同的縣，成為了：南迪奈普县（Dakshin Dinajpur）、北迪奈普县（Uttar Dinajpur）、北24区县（North 24 Parganas）、南24区县（South 24 Parganas）、北梅迪尼普县（North Medinipur）、南梅迪尼普县（South Medinipur）。
現時西孟加拉邦分为23个县，分別如下：
- Alipurduar district（英语：Alipurduar district）（成立於2014年6月25日，原為傑爾拜古里縣之下的三個分區之一）
- 班库拉县 Bankura
- 巴尔达曼县 Barddhaman
- 比尔宾县 Birbhum
- 南迪奈普县 Dakshin Dinajpur
- 大吉岭县 Darjiling
- 杜尔加布尔县 Durgapur
- 豪拉县 Haora
- 胡格利县 Hugli
- 杰尔拜古里县 Jalpaiguri（2014年6月25日Alipurduar分區（英语：Alipurduar district）從本縣獨立成一個縣）
- Jhargram district（英语：Jhargram district） (成立於2017年4月4日)
- Kalimpong district（英语：Kalimpong district） (成立於2017年2月14日)
- 科奇比哈尔县 Koch Bihar
- 加尔各答县 Kolkata
- 马尔达县 Maldah
- 穆希达巴德县 Murshidabad
- 纳迪亚县 Nadia
- 北梅迪尼普县 North Medinipur（由梅迪尼普县分出來）
- 北24区县 North 24 Parganas
- 西巴爾達曼縣（英语：Paschim Bardhaman district）（又譯「西伯德旺縣」，2017年4月7日由原來的巴爾達曼縣（Bardhaman district）分出來）
- 東巴爾達曼縣（英语：Purba Bardhaman district）（又譯「東伯德旺縣」，2017年4月7日由原來的巴爾達曼縣（Bardhaman district）分出來）
- 普如里亚县 Puruliya
- 西里古里县 Siliguri
- 南梅迪尼普县 South Medinipur（由梅迪尼普县分出來）
- 南24区县 South 24 Parganas
- 北迪奈普县 Uttar Dinajpur